# Пондоливадо
Пондоливадо (на гръцки: Ποντολίβαδο, на катаревуса: Ποντολείβαδον) е село в Гърция, дем Места (Нестос), административна област Източна Македония и Тракия.

## География
Разположено е на 120 m надморска височина, южно от село Ано Пондоливадо (Домашли) и на около 20 km източно от Кавала. Пондоливадо се намира северно до самия път Егнатия Одос.

## История
Селото е основано след Гражданската война (1946 - 1949) от жители на разположеното на север Ано Пондоливадо.
Селяните произвеждат тютюн, жито, като се занимават и със скотовъдство.
Става част от тогавашния дем Саръшабан по закона Каподистрияс от 1997 година. С въвеждането на закона Каликратис, Пондоливадо става част от дем Места.
Според преброяването от 2001 година има 138 жители, а според преброяването от 2011 година има 120 жители.
| Година    | 1913 | 1920 | 1928 | 1940 | 1951 | 1961 | 1971 | 1981 | 1991 | 2001 | 2011 | 2021 |
| --------- | ---- | ---- | ---- | ---- | ---- | ---- | ---- | ---- | ---- | ---- | ---- | ---- |
| Население |      |      |      |      |      | 126  | 145  | 214  | 237  | 138  | 120  | 250  |